# Arnold-Bürkli-Gedenkstein

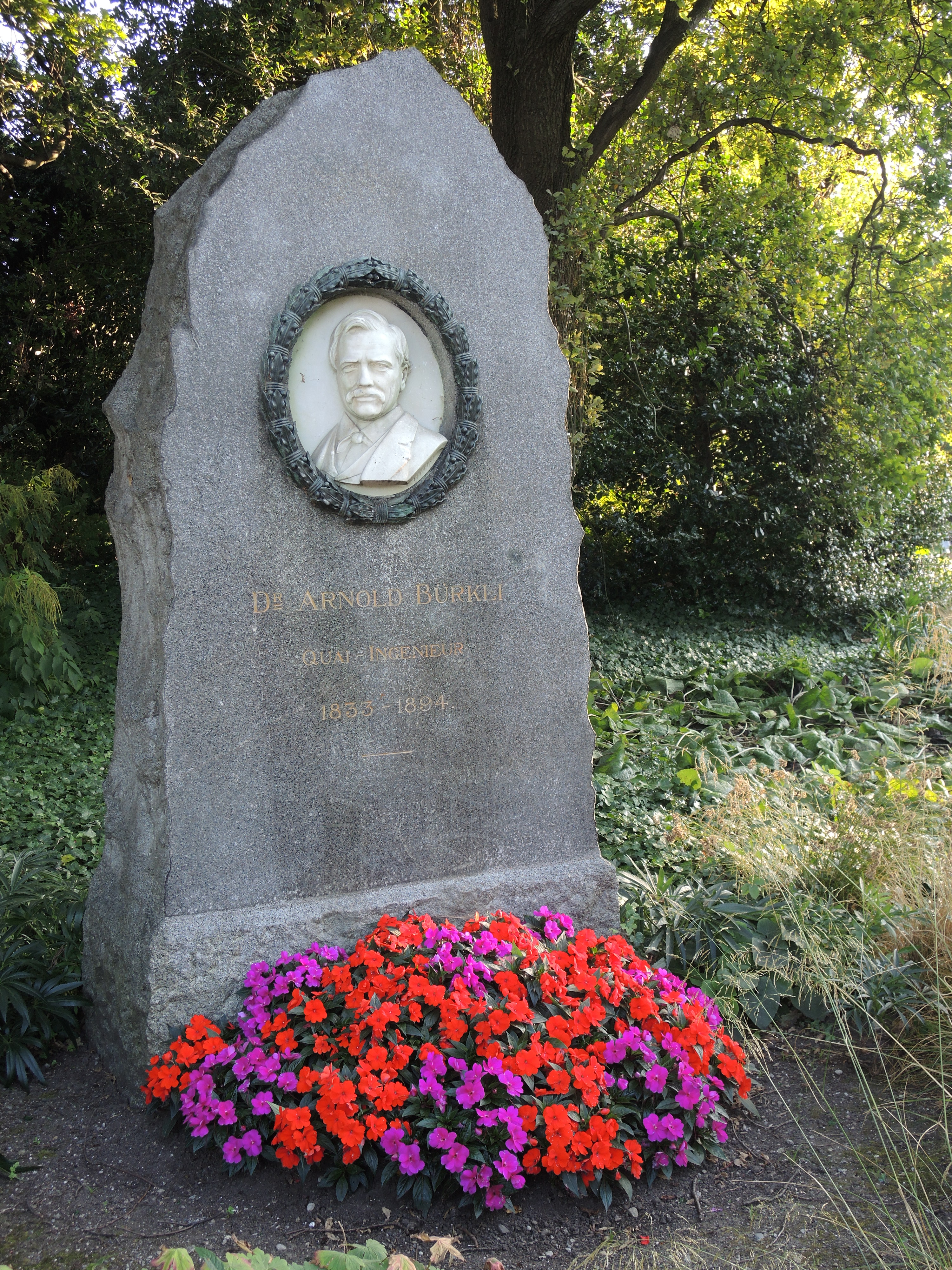
Der Arnold-Bürkli-Gedenkstein (2013)

Der Arnold-Bürkli-Gedenkstein ist ein 1899 eingeweihtes Denkmal für den Bauingenieur Arnold Bürkli (1833–1894) in Zürich. Er befindet sich im Zürcher Arboretum.

## Geschichte
Der Gedenkstein ist das einzige Zürcher Personendenkmal, das nicht auf eine private Initiative zurückgeht, sondern direkt von der Stadt projektiert und finanziert wurde. Der Stadtrat beschloss bereits wenige Tage nach Bürklis Tod im Mai 1894, dem Erbauer der Quaianlagen ein «Erinnerungszeichen» zu setzen, und beauftragte die Bauverwaltung mit der Umsetzung. Das Stadtparlament bewilligte einen Kredit von etwa 10'000 Schweizer Franken dafür. Im Juni 1896 genehmigte der Stadtrat den Entwurf von Stadtbaumeister Arnold Geiser und bestimmte konkurrenzlos Baptist Hörbst zur Ausführung des Porträts. Die Öffentlichkeit bekam davon wenig mit. Erst im März 1898 wurde in den Medien gemeldet, dass ein nicht näher spezifiziertes «Denkmal» für Bürkli am Alpenquai (heute General-Guisan-Quai) im von ihm angelegten Arboretum errichtet werden sollte. Im November lagen dann nähere Informationen vor.

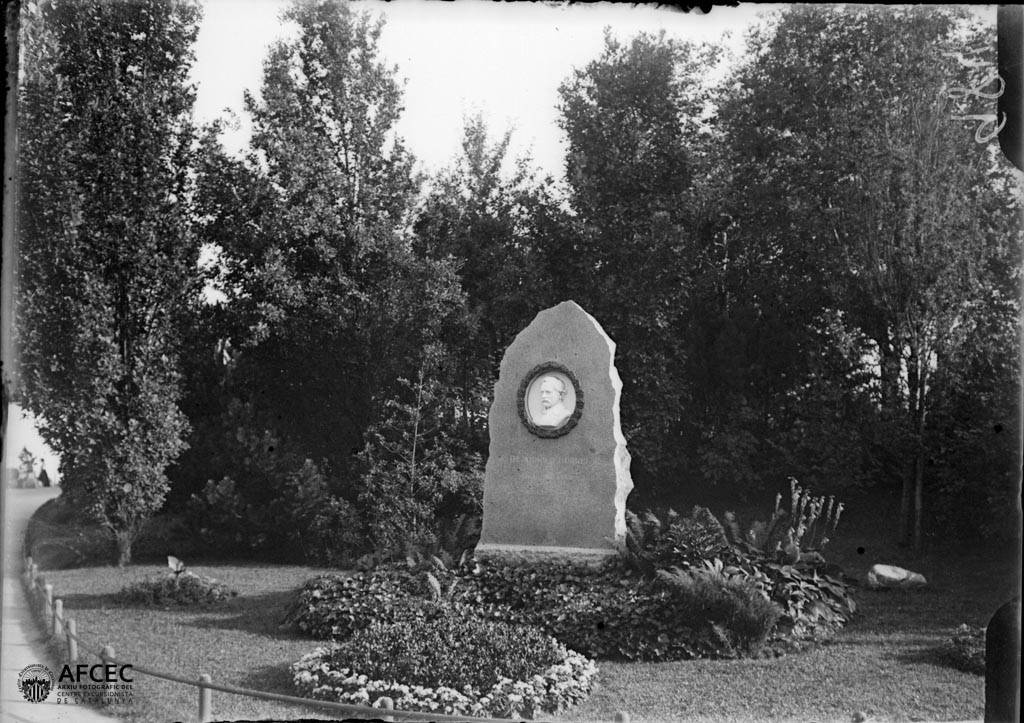
Das Denkmal zu Beginn des 20. Jahrhunderts

Am 31. Mai 1899 terminierte der Stadtrat die Einweihung des «Denksteins» auf den 24. Juni. Von einer «allgemeine[n] Beteiligung der Bevölkerung» wurde abgesehen. Dennoch fanden sich nebst den Vertretern der Behörden, den Veteranen des Quaibaus und den Angehörigen auch einige Schaulustige ein. Der Männerchor «Harmonie» sang zum Einstieg das Lied «Wie könnt’ ich dein vergessen!». Sodann hielt der Stadtpräsident Hans Konrad Pestalozzi eine ausführliche Rede und nahm das Denkmal in die Obhut der Stadt. Bürklis Schwiegersohn Jakob Escher-Bürkli bedankte sich im Namen der Familie und erzählte, der Aufstellungsort sei Bürklis «Lieblingsplatz am Quai» gewesen. Kränze wurden niedergelegt. Zum Schluss sang der Chor die inoffizielle Nationalhymne An mein Vaterland, und die Festgemeinde begab sich zum Bankett in die Tonhalle, «bei dem sich der Born der Redekunst äußerst reichlich ergoß». Tafelpräsident war Oberst Jänicke. Unter anderem sprachen Stadtbaumeister Arnold Geiser, der Bildhauer Baptist Hörbst, der Direktor der Gotthardbahn-Gesellschaft Friedrich Wüest und im Namen des eidgenössischen Schulrats Gustave Naville.

## Beschreibung

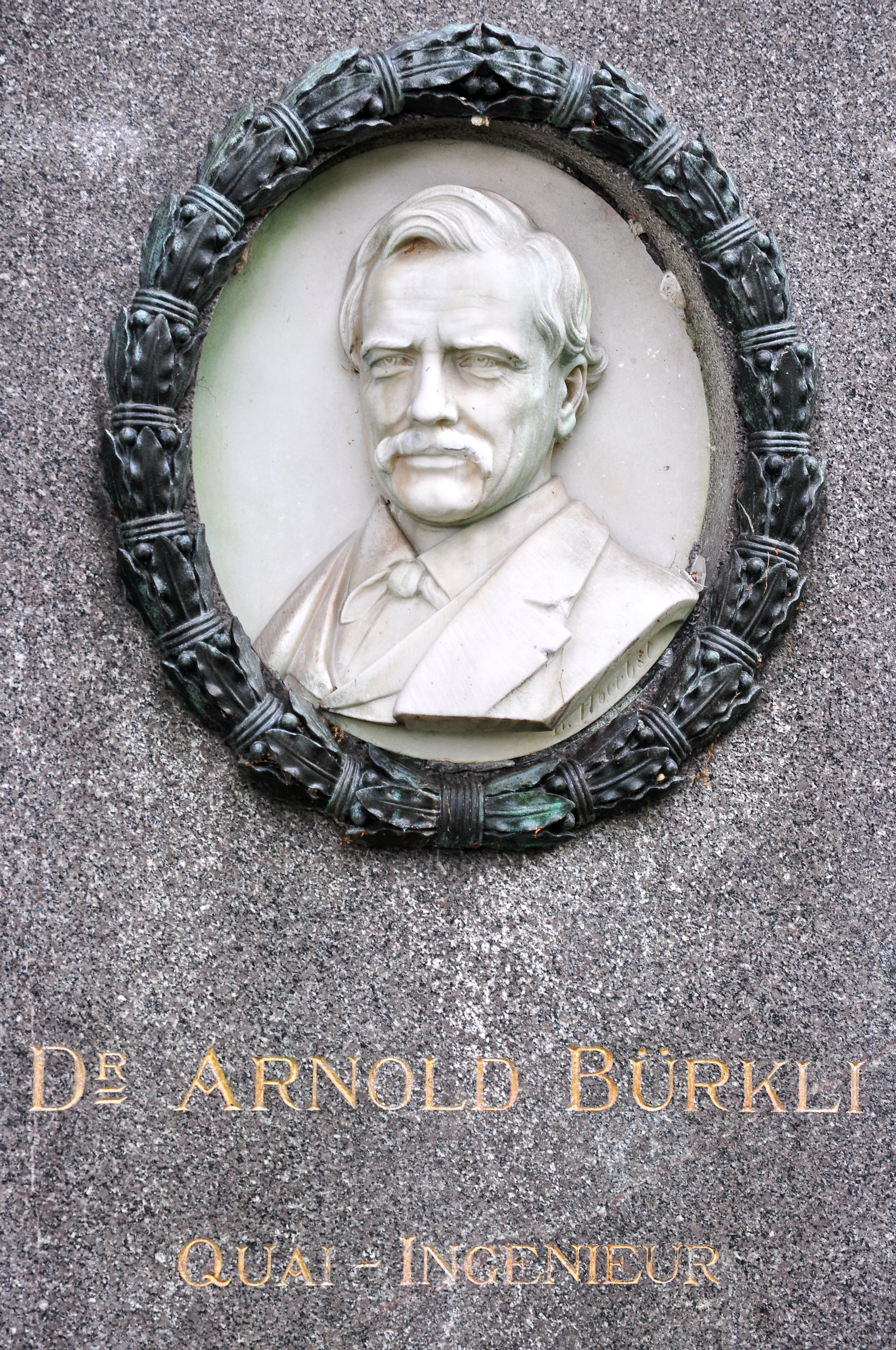
Das Medaillon

Der schmale Stein aus Turiner Granit ist 2,53 Meter hoch und steht im Arboretum am General-Guisan-Quai. Die Inschrift darauf lautet:

«Dr Arnold Bürkli
Quai-Ingenieur
1833 – 1894.»

Darüber ist in einem ovalen, 50 Zentimeter hohen Medaillon ein Brustbild des Geehrten als Marmorrelief eingelassen. Es ist rechts mit «B. Hoerbst» signiert.